# Giuseppe Gamba

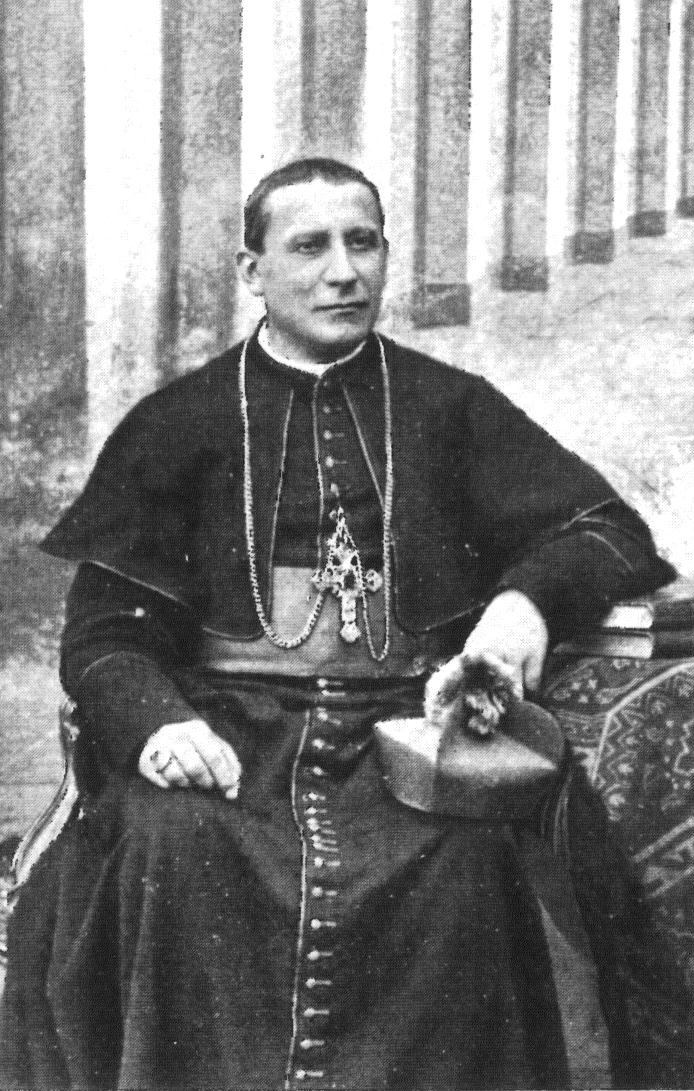
Giuseppe Kardinal Gamba

Kardinalswappen

Giuseppe Kardinal Gamba (* 25. April 1857 in San Damiano d’Asti, Provinz Asti, Italien; † 26. Dezember 1929 in Turin) war Erzbischof von Turin und zuvor Bischof von Biella und Novara.

## Leben
Giuseppe Gamba erhielt seine philosophische und theologische Ausbildung im Priesterseminar von Asti. Er empfing am 18. September 1880 das Sakrament der Priesterweihe und arbeitete zunächst als Seelsorger und in der Diözesanverwaltung des Bistums Asti. 1889 war er Sekretär des katechetischen Nationalkongresses in Piacenza. An der Vorbereitung der Diözesansynode von 1896 war Gamba maßgeblich beteiligt. Ab 1898 war er Generalvikar des Bistums Asti.
Am 16. Dezember 1901 ernannte ihn Papst Leo XIII. zum Bischof von Biella. Die Bischofsweihe spendete ihm am 23. Februar 1902 der damalige Bischof von Asti, Giacinto Arcangeli. Am 13. August 1906 ernannte ihn Papst Pius X. zum Bischof von Novara. Gamba engagierte sich in beiden Bistümern in sozialen Fragen und machte sich dabei besonders für Arbeiterrechte stark. Nach Ende des Ersten Weltkrieges 1918 unterstützte er die Gründung von Gewerkschaften. Er förderte auch katholische Laien und wurde im Juli 1917 zum Päpstlichen Thronassistenten berufen.
Papst Pius XI. übertrug ihm am 20. Dezember 1923 die Leitung des Erzbistums Turin und nahm ihn drei Jahre später, am 20. Dezember 1926 als Kardinalpriester mit der Titelkirche Santa Maria sopra Minerva in das Kardinalskollegium auf. In seinen ersten Jahren unterstützte er auch die katholische Gewerkschaftsbewegung, konnte das wegen der politischen Lage ab 1925 aber nicht mehr öffentlich machen. Im Oktober 1927 nahm er als Päpstlicher Legat am Regionalkonzil von Piemont teil. Aufgrund seines Engagements für die katholische Jugend war Kardinal Gamba als Cardinale di Giovani bekannt.
Giuseppe Gamba starb am 26. Dezember 1929 während der Vorbereitung einer Diözesansynode und wurde in der Kathedrale von Turin bestattet.